# Głębokie (dopływ Dunajca)
Głęboki Potok (Głębokie) – potok, dopływ Dunajca uchodzący do Jeziora Sromowskiego. Jego zlewnia znajduje się w Sromowcach Wyżnich w województwie małopolskim, w powiecie nowotarskim, w gminie Czorsztyn.
Głęboki Potok spływa południowo-zachodnimi stokami Pienin Czorsztyńskich. Wypływa na południowych stokach głównej grani Pienin Czorsztyńskich i spływa w kierunku północno-zachodnim. Przepływa pod drogą z Krośnicy do Sromowiec Wyżnych, następnie zmienia kierunek na bardziej południowy i płynie doliną między Flakami a szczytami Ula, Piekiełko i Upszar. Na pewnej długości stoki tej doliny są bezleśne; po lewej stronie znajduje się polana Podkira, po prawej łąka Łazy. Potok uchodzi z lewej strony do zbiornika Sromowce na wysokości 487 m. Ma kilka bardzo krótkich dopływów. Dwa z nich to potoczki płynące dolinkami Duży Loch i Mały Loch.
W latach 1987–1988 w dolinie Głębokiego Potoku znaleziono bardzo rzadkie, w Polsce zagrożone wyginięciem gatunki porostów: trzonecznica żółta Chaenotheca chrysocephala, trzonecznica rdzawa Chaenotheca ferruginea, cielistek dyskretny Coenogonium pineti oraz grzyby podziemne: czarnobrzuszek drobnozarodnikowy, genea kędzierzawa, podkorzeniak leszczynowy, wnętrznica cebulowata, wnętrznica smardzowata, Hydnocystis piligera, Hymenogaster megasporus Hymenogaster rehsteineri, zielonek zlepiony (Pachyphlodes conglomerata), Tuber fulgens.

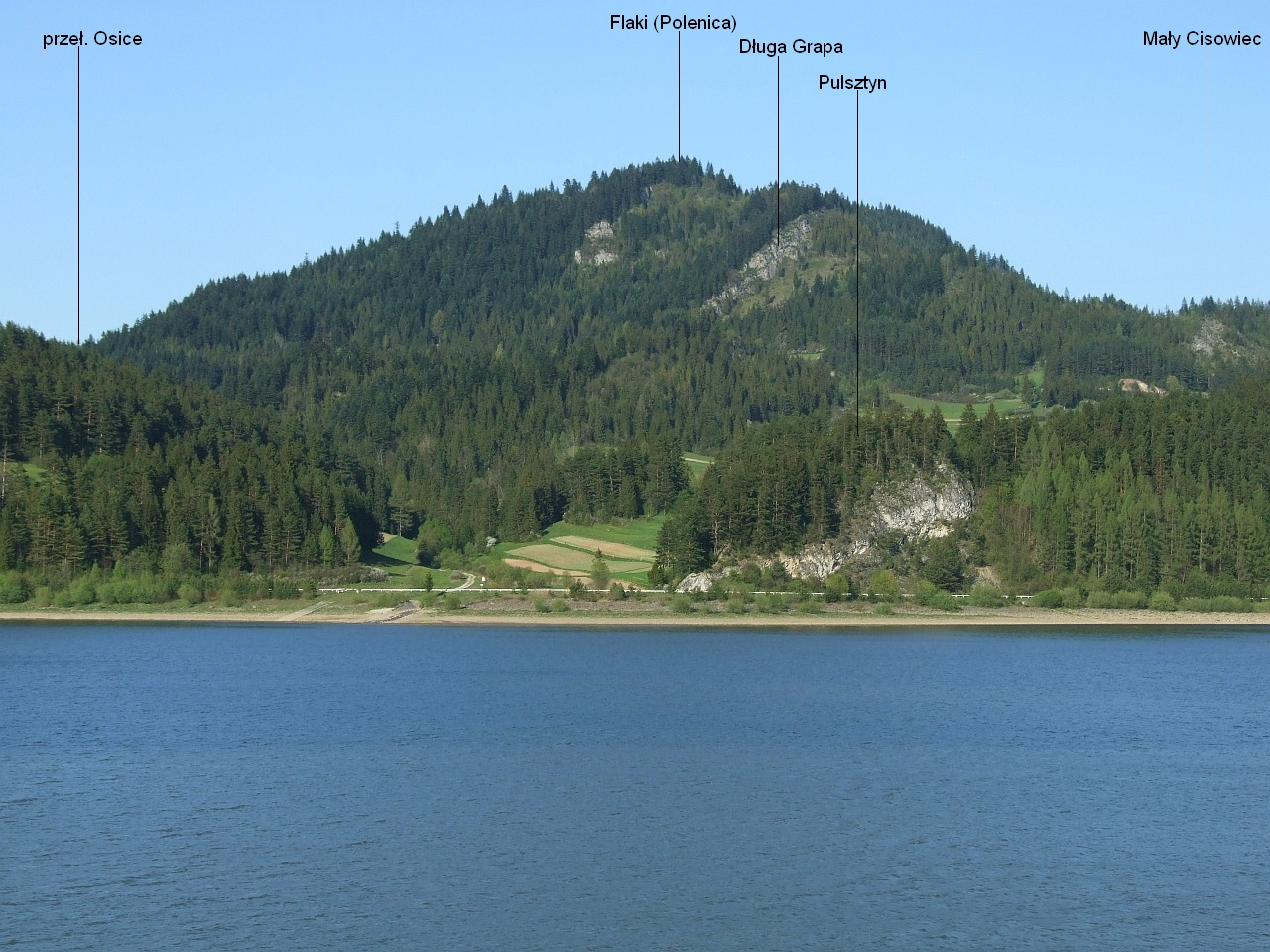
Dolina Głębokiego Potoku poniżej przełęczy Osice